# 초계중학교
초계중학교(草溪中學校)는 대한민국 경상남도 합천군 초계면 아막리에 있는 공립 중학교이다.

## 학교 연혁
- 1951년 10월 11일 : 초계중학교 기성회 결성
- 1952년 6월 1일 : 도립 초계 중학교 설립인가(4학급)
- 1954년 3월 5일 : 제1회 졸업(졸업생 109명)
- 2001년 3월 1일 : 초계중학교 청덕분교 본교에 통합
- 2008년 3월 1일 : 덕곡중학교 본교에 통합
- 2010년 3월 1일 : 쌍책중학교 본교에 통합
- 2020년 3월 1일 : 제28대 김진희 교장 취임
- 2022년 2월 10일 : 제69회 졸업식(졸업생수 21명, 총 졸업생수 9,805명)
- 2022년 3월 2일 : 제72회 입학식(입학생수 17명 남 5명, 여 12명)

## 참고 자료
- 초계중학교 - 한국교육학술정보원 학교알리미